# La Granadella
La Granadella is een Spaanse gemeente in Catalonië. In 2023 had de gemeente 750 inwoners.
De belangrijkste economische activiteiten zijn veeteelt en landbouw, zoals olijven en amandelen.
In La Granadella staat de parochiekerk Santa María de Gracia uit de 18e eeuw, gebouwd in barokstijl, die ook bekend staat als "De kathedraal van Les Garrigues". De kerk heeft een afbeelding van de Santo Cristo de Gracia en een lantaarn in de daknok.